# Sclerophrys gracilipes
Espèce
Synonymes
- Bufo gracilipes Boulenger, 1899
- Amietophrynus gracilipes (Boulenger, 1899)
- Bufo petiti Knoepffler, 1967

Statut de conservation UICN

 LC  : Préoccupation mineure
Sclerophrys gracilipes est une espèce d'amphibiens de la famille des Bufonidae.

## Répartition
Cette espèce se rencontre jusque 1 100 m, au moins, d'altitude (Bunyakiri, Sud-Kivu, République démocratique du Congo) :
- dans l'extrême Sud-Est du Nigeria ;
- dans la moitié Sud du Cameroun ;
- en Guinée équatoriale au Río Muni et sur l'île de Bioko ;
- au Gabon ;
- dans le Nord de la République du Congo ;
- dans le Nord, le Nord-Est et l'Est de la République démocratique du Congo[2] ;

Sa présence est incertaine en République centrafricaine et dans l'enclave de Cabinda en Angola.

## Description
Cette espèce représente le plus petit crapaud connu de l'Afrique subsaharienne. 
Les mâles mesurent couramment de 35 à 39 mm et les femelles de 42 à 48 mm.

## Taxinomie
Jusqu'en 2006, cette espèce était connue comme Bufo gracilipes Blgr 1899.

## Publication originale
- Boulenger, 1899 : Descriptions of new Batrachians in the Collection of the British Museum {Natural History). Annals and Magazine of Natural History, sér. 7, vol. 3, p. 275-277 (texte intégral).